# La Manif pour tous
La Manif pour tous (französisch für „Die Demo für alle“) ist eine Anti-Gender-Bewegung, die sich in Frankreich als Reaktion auf die Gleichgeschlechtliche Ehe (französisch mariage pour tous „Ehe für alle“) und das Adoptionsrecht für gleichgeschlechtliche Paare gebildet hat. Sie tritt für den Schutz und die Förderung der traditionellen Familie ein, während gleichgeschlechtliche Ehen, Regenbogenfamilien und Gender-Theorie abgelehnt werden.

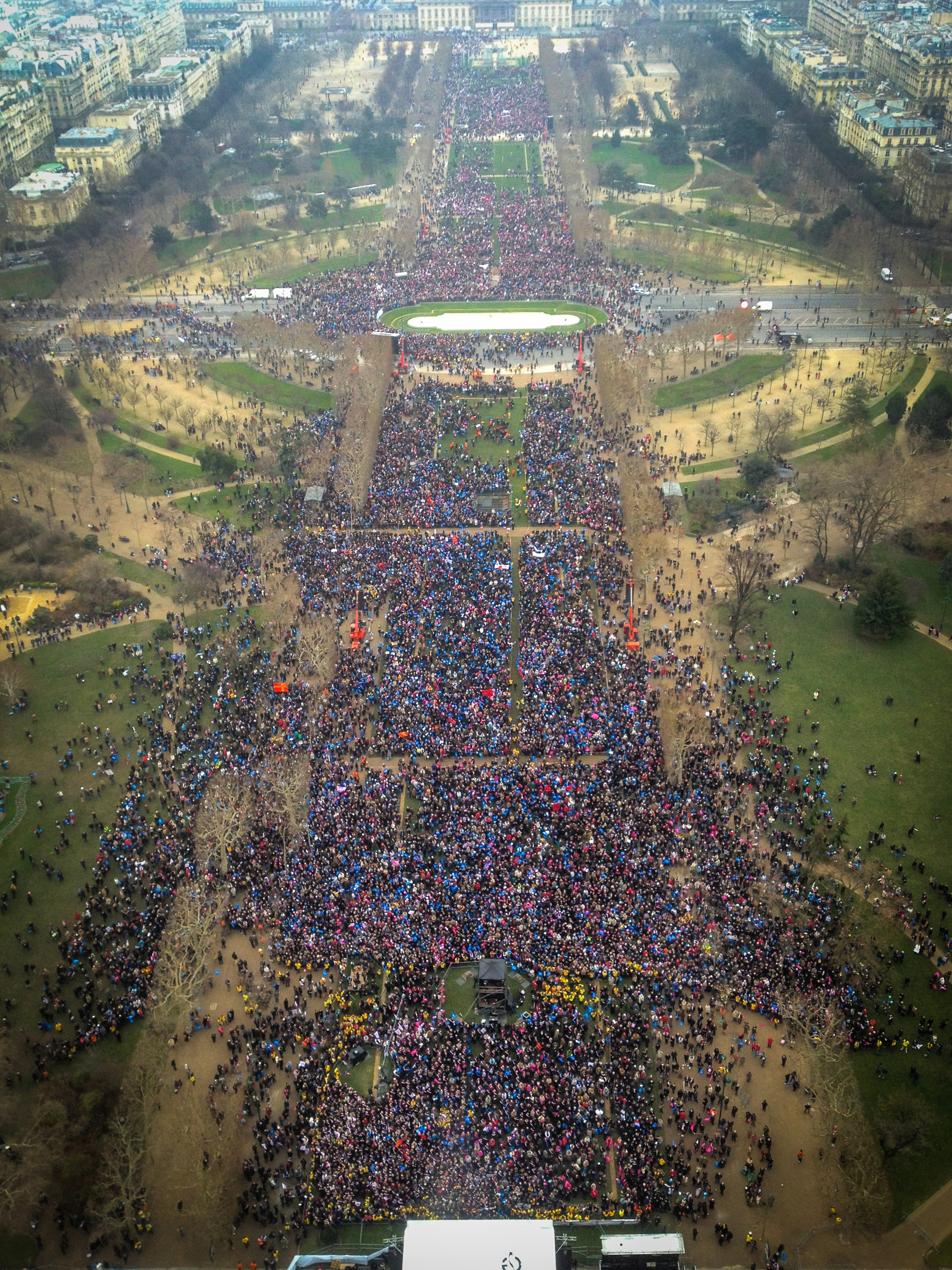
Demonstration am 13. Januar 2013 in Paris

Sie wurde 2012 von Béatrice Bourges, Frigide Barjot und Ludovine de La Rochère als Zusammenschluss verschiedener Interessengruppen gegründet und hat seit April 2015 den Status einer Partei.

## Geschichte
Am 12. Februar 2013 beschloss die mehrheitlich sozialistische Nationalversammlung einen Gesetzesentwurf, der die Ehe und das Recht auf Adoption für gleichgeschlechtliche Paare ermöglichte.
Damit erfüllte François Hollande sein Wahlkampf-Versprechen, die gleichgeschlechtliche Ehe einzuführen.
Die römisch-katholische Kirche in Frankreich spielte eine wesentliche Rolle bei der Mobilisierung und Organisation der Demonstrationen gegen die Öffnung der Zivilehe für homosexuelle Paare.
Im Januar 2013 demonstrierten zwischen 300.000 (laut Polizei) und 800.000 (laut Veranstalter) Menschen gegen die Einführung der gleichgeschlechtlichen Ehe. Kurz darauf demonstrierten zwischen 125.000 (Polizei) und 400.000 (Veranstalter) Menschen für die Einführung der gleichgeschlechtlichen Ehe. Zwischen den Abstimmungen in den verschiedenen Kammern gab es weitere Protestaktionen von La Manif pour tous, unter anderem eine weitere Massendemonstration Ende März in Paris, die je nach Quelle zwischen 300.000 (Polizei) und 1,4 Millionen (Veranstalter) Personen versammelte.
Der Bewegung wurde durch Beschluss der staatlichen Kommission für Parteifinanzierung vom 13. April 2015 der Status einer politischen Partei erteilt.
In Deutschland finden inhaltlich und optisch deutlich an die „Manif pour tous“ angelehnte, aber bedeutend kleinere Demonstrationen unter der deutschen Übersetzung Demo für Alle seit 2014 vor allem in Stuttgart statt. Kontext ist die Kontroverse um den Bildungsplan 2015 in Baden-Württemberg und die in diesem geplante stärkere Förderung der Akzeptanz gegenüber homosexueller und transgeschlechtlicher Identität in der Schule.

## Ausrichtung
Die Bewegung wird mit der römisch-katholischen Kirche und der politischen Rechten in Verbindung gebracht, sieht sich aber als unpolitisch und überkonfessionell.
Im März 2013 musste Béatrice Bourges aufgrund ihrer Radikalisierung den Führungszirkel verlassen. Auch danach wurde der Bewegung weiter vorgeworfen, von Rechtsradikalen unterwandert zu sein.